# Sisicus
Sisicus Bishop & Crosby, 1938 è un genere di ragni appartenente alla famiglia Linyphiidae.

## Distribuzione
Le tre specie oggi attribuite a questo genere sono state rinvenute nell'Olartico.

## Tassonomia
A giugno 2012, si compone di tre specie:
- Sisicus apertus (Holm, 1939) — Olartico
- Sisicus penifusifer Bishop & Crosby, 1938[3] — USA, Canada
- Sisicus volutasilex Dupérré & Paquin, 2007 — Canada

### Sinonimi
- Sisicus longitarsi Chamberlin & Ivie, 1947; questi esemplari, in seguito ad un lavoro di Holm del 1950, è considerato sinonimo di S. apertus[1].